# Бодрум
Бодру́м (тур. Bodrum) — район и город в юго-западной Турции, в провинции Мугла, на южном побережье полуострова Бодрум, на берегу бухты Бодрум залива Гёкова Эгейского моря, закрытой с юга островами Ич и Караада, к северо-востоку от греческого острова Кос, примерно в 300 км к западу от Антальи. Население в Бодруме составляло 35 795 человек по данным переписи 2012 года. В окружающих городах и деревнях было дополнительно 100 522 человека, в общей сложности для провинции 136 317. Постоянное население 31 тыс. жителей.
Обслуживается аэропортом Миляс-Бодрум, расположенном в 36 км к северо-востоку от Бодрума.

## История

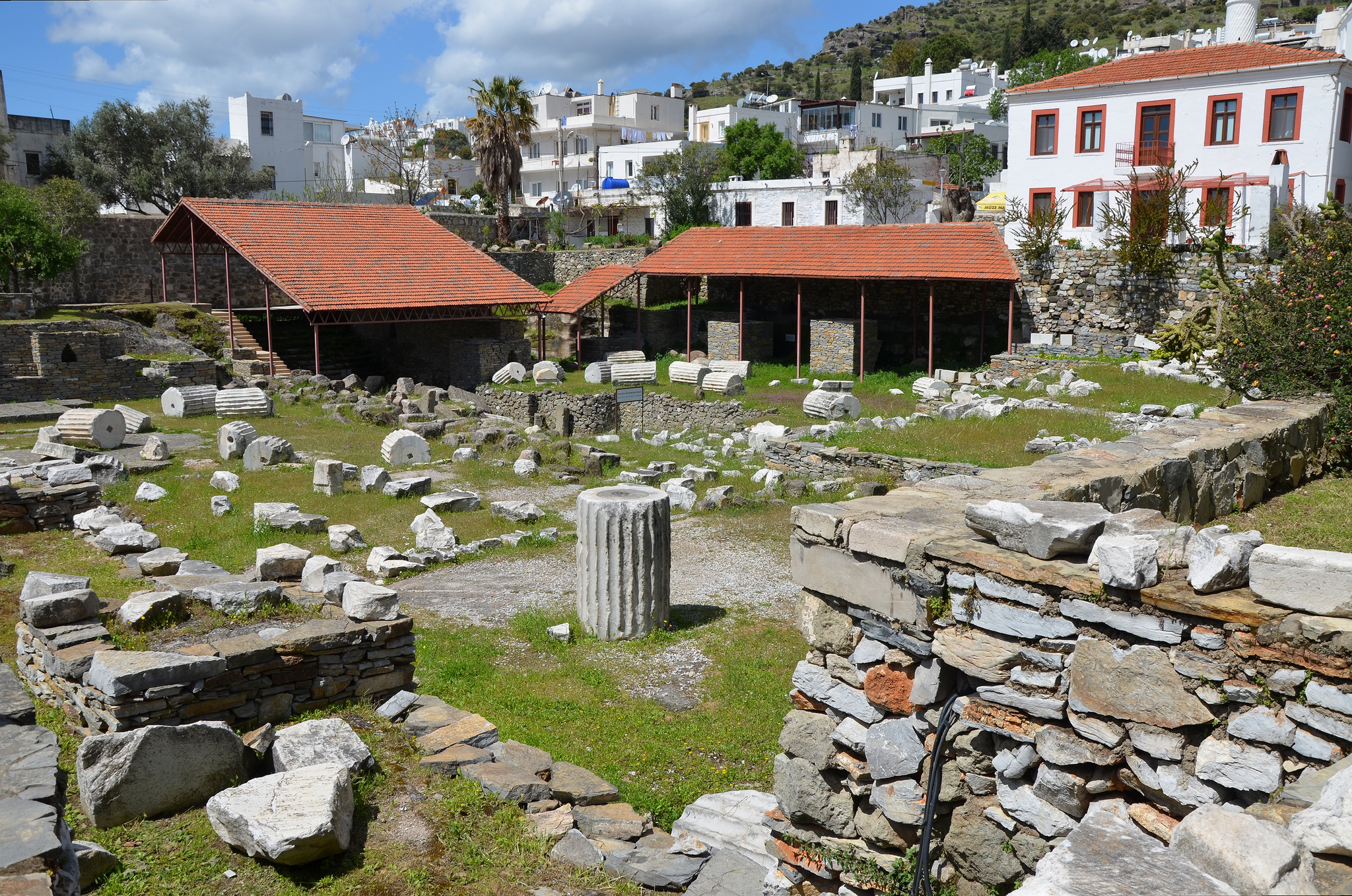
Руины Мавзолея

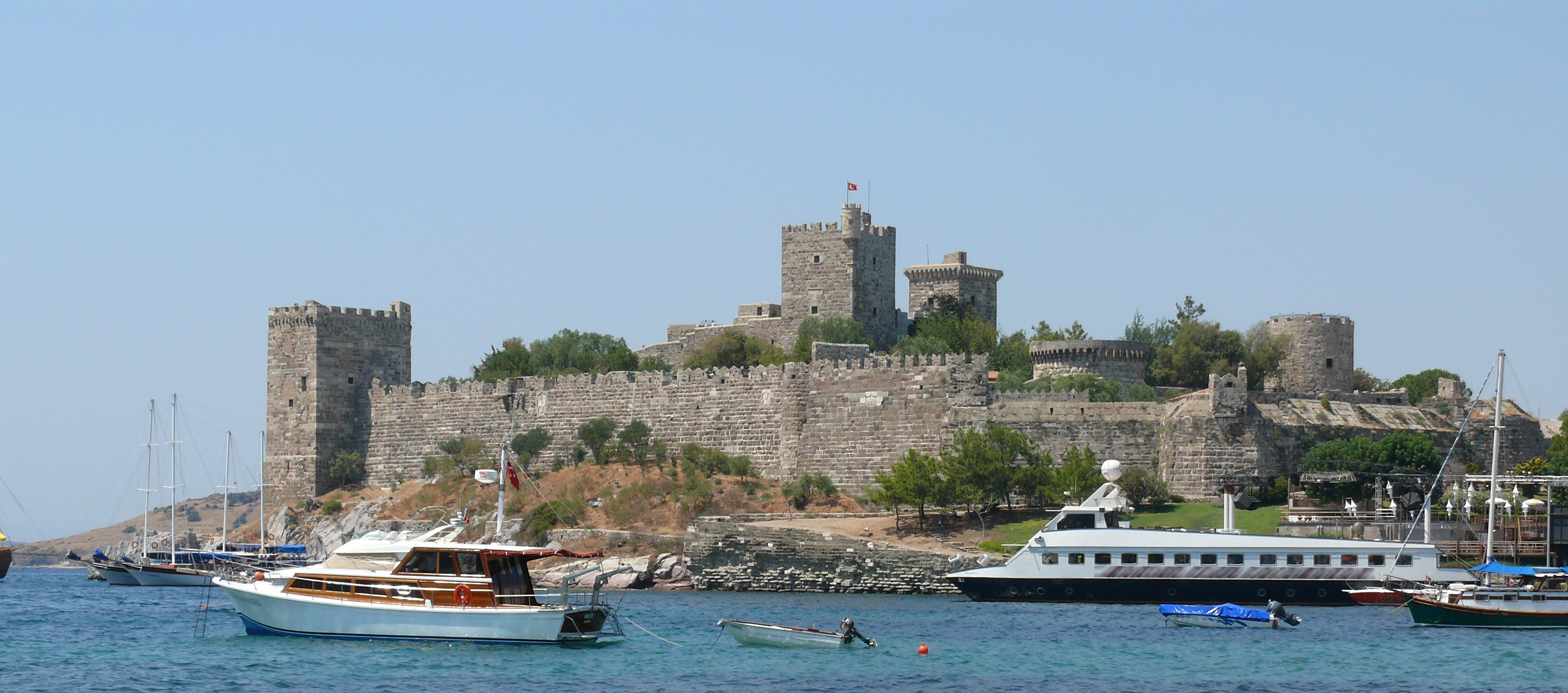
Замок Святого Петра

В древности на месте Бодрума стояла столица Карии — богатый город Галикарнас (др.-греч. Ἀλικαρνασσός, лат. Halicarnassus). Галикарнас был основан дорийцами, а фигуры на его монетах, такие как голова Горгоны Медузы, Афины или Посейдона или трезубец, подтверждают, что город был колонией Трезена.
В ранний период Галикарнас был членом дорического гексаполиса (шестиградья), в который вошли Кос, Книд, Линдос, Камир и Ялис. Был исключён из шестиградья, когда один из его граждан, Агасикл, забрал домой треножник, который он выиграл в состязаниях в честь Аполлона Триопийского, вместо того, чтобы посвятить его в соответствии с обычаем богу. 
В VI веке до н. э. город попал под персидское господство. Под персами это была столица и главный порт сатрапии, в которую была включена Кария. Стратегическое положение Галикарнаса способствовало тому, что город пользовался значительной автономией. Археологические данные этого периода, такие как обнаруженная турецкими археологами в 1995 году надпись Салмакиды, ныне находящаяся в Музее подводной археологии в замке Святого Петра, свидетельствуют о той особой гордости, которую испытывали его жители. В начале V века до н. э. Галикарнас находился под управлением Артемисии I, которая прославилась как командир отряда кораблей в битве при Саламине. О Писинделиде, её сыне и преемнике, мало что известно. Его сын и преемник Лигдамид II известен тем, что убил поэта Паниасида, близкого родственника Геродота. Геродот, возможно, самый известный галикарнасец был вынужден покинуть родной город (около 457 года до н. э.).
Мавзолей в Галикарнасе, воздвигнутый Артемисией II в честь своего супруга Мавсола, считался одним из семи чудес света.
Царь Александр Македонский осадил Галикарнас после прибытия в Карию и вместе со своим союзником правительницей Адой Карийской захватил его после осады в 334 году до н. э.. Александр Македонский, завоевав Галикарнас, разрушил большую его часть, и с тех пор Галикарнас запустел.
Современный Бодрум ведёт отсчёт своей истории с 1402 года, когда родосские рыцари-госпитальеры заложили здесь замок Святого Петра, который и по сей день остаётся основной достопримечательностью. Разрешение на строительство дал султан Мехмед I. В 1402 году тюрко-монгольский завоеватель Тамерлан разрушил крепость, расположенную в глубине Измирского залива. При постройке использовались обломки античного мавзолея царя Мавсола. Замок и его город стали известны как Петроний (лат. Petronium), откуда появилось современное название Бодрум. В 1522 году замок перешёл в руки султана Сулеймана I Великолепного, после того как он завоевал базу рыцарей на острове Родос. Госпитальеры сначала переселились на Сицилию, а позже на Мальту. Замок хорошо сохранился, отреставрирован и является лучшим примером архитектуры поздних крестовых походов в восточном Средиземноморье. Сейчас в нём экспонируется улубурунский клад.
В Средние века на руинах Галикарнаса возник греческий рыбацкий посёлок. 
В 1824 году в заливе Геронтас, севернее города, флот восставшей Греции нанёс поражение объединённому флоту Османской империи и её вассалов — Египта, Алжира, Туниса и Ливии. 
С 1867 года входил в санджак Ментеше вилайета Айдын.
В 1912 году в городе проживали турки — 8 817 человек, греки — 5 060 человек.
С 1919 по 1921 город находился под итальянской оккупацией.
В последние десятилетия турецкое правительство приняло решение развивать Бодрум в качестве международного курорта. Туристов привлекают сюда не только живописные места, но и удобная стоянка для яхт вкупе с оживлённой ночной жизнью. Англоязычные туристы шутливо окрестили Бодрум «постелью Европы» (игра слов на английском — Bodrum и bedroom).

## География
Район включает муниципалитеты Бодрум, Тургутрейс, Ортакент, Тюркбюкю, Ялыкавак, Гюмюшлюк, Битез, Конаджык, Ялы, Мумджулар.

## Климат
Климат Бодрума — умеренный средиземноморский. Погода формируется в основном под влиянием более прохладного Эгейского моря, чем Средиземного. Благодаря такой особенности в Бодруме летом устанавливается более комфортная погода по сравнению с городами Средиземноморского побережья.
| Показатель                                                 | Янв. | Фев. | Март | Апр. | Май  | Июнь | Июль | Авг. | Сен. | Окт. | Нояб. | Дек. |
| ---------------------------------------------------------- | ---- | ---- | ---- | ---- | ---- | ---- | ---- | ---- | ---- | ---- | ----- | ---- |
| Средняя температура, °C                                    | 11,2 | 11,1 | 13   | 16,3 | 20,8 | 25,5 | 28,2 | 27,8 | 24,4 | 20,2 | 15,7  | 12,6 |
| Температура воды, °C                                       | 16   | 16   | 16   | 17   | 19   | 21   | 23   | 24   | 25   | 24   | 21    | 18   |
| Источник: Статистические данные наблюдений в 1975—2006 гг. |      |      |      |      |      |      |      |      |      |      |       |      |

## Галерея

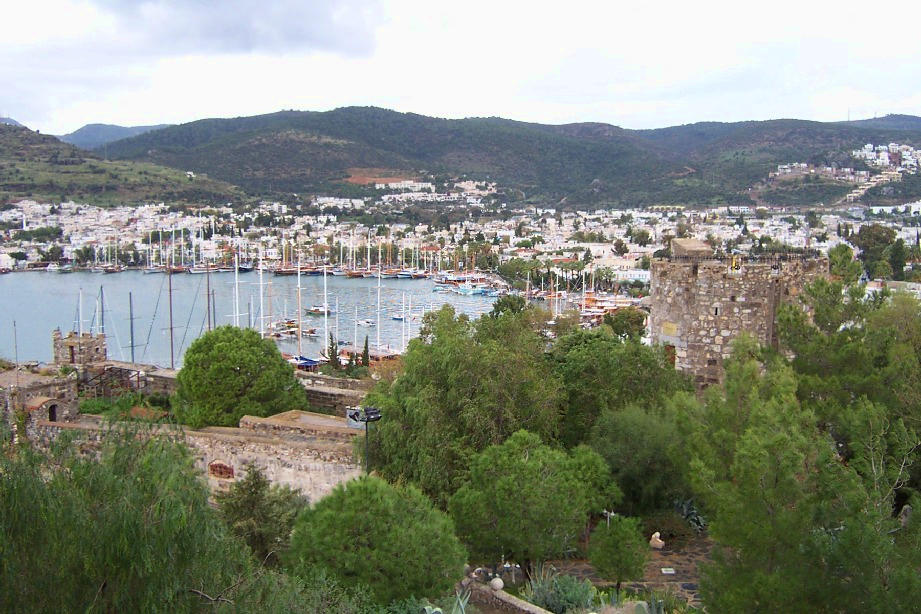
Прибрежная панорама
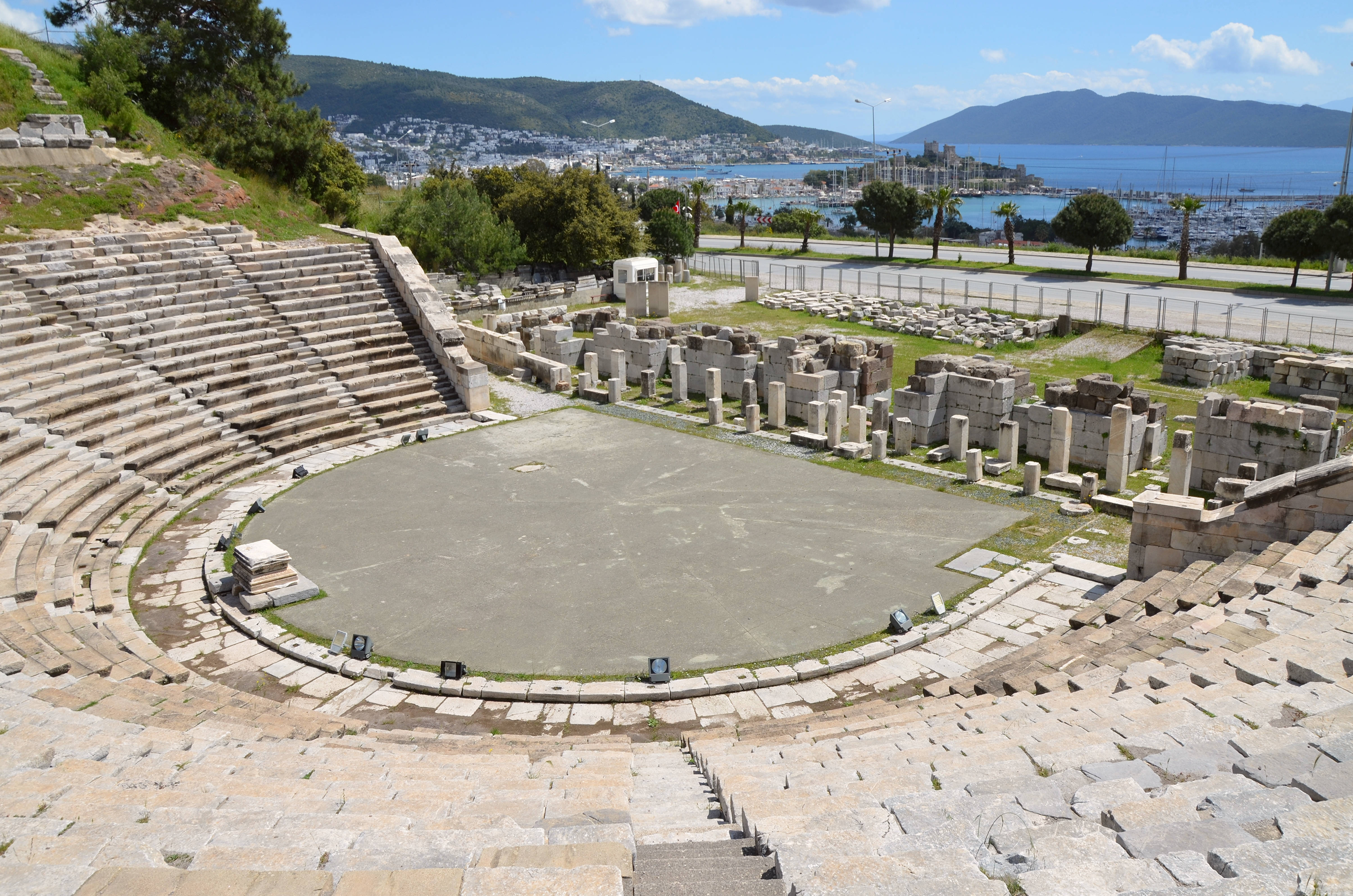
Античный театр
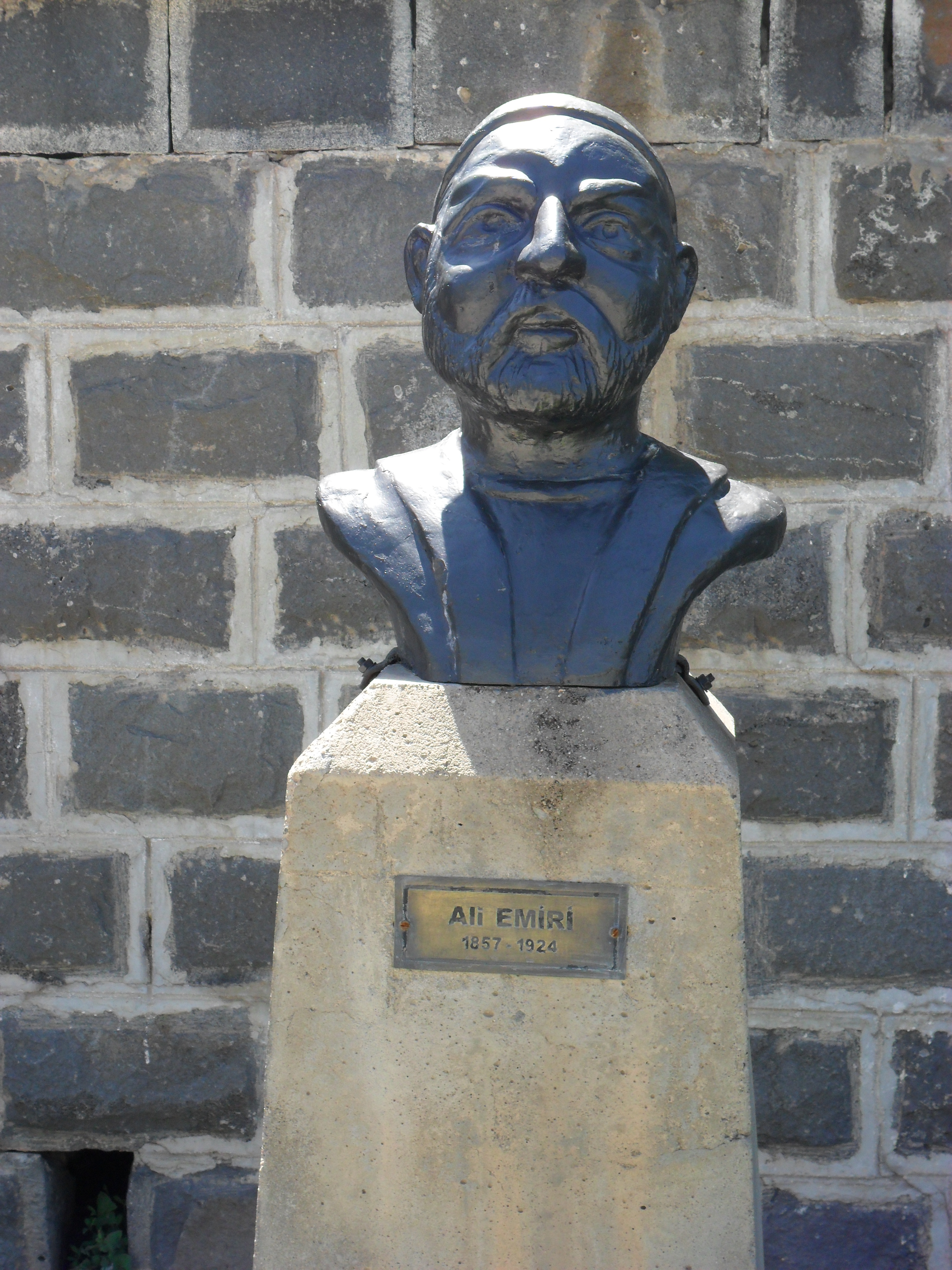
Бюст Джевата Кабаагачлы